# Petr Hrubý (Eishockeyspieler)
Petr Hrubý (* 2. April 1974 in Ostrava, Tschechoslowakei) ist ein ehemaliger deutsch-tschechischer Eishockeyspieler, der unter anderem für den EV Regensburg, die Dresdner Eislöwen und Saale Bulls Halle als Stürmer aktiv war.

## Karriere
Hruby spielt seit 1998 in Deutschland Eishockey, zunächst für fünf Jahre beim EV Regensburg in der Oberliga und 2. Bundesliga. Zur Saison 2002/03 wechselte er zurück in die Oberliga zu den Dresdner Eislöwen. Mit der Mannschaft der Eislöwen schaffte er 2005 den Aufstieg in die 2. Bundesliga – dies war gleichzeitig seine punktbeste Saison im Trikot der Eislöwen. Trotzdem spielte er bei den Kaderplanungen von Manager Jan Tabor keine Rolle mehr, so dass Hruby zu den Saale Bulls Halle in die Regionalliga wechselte. Im Sommer 2006 wechselte er zum Ligakontrahenten Rostocker EC. An der Ostsee war Petr Hruby der erfolgreichste Scorer seines Teams und gehörte zu den besten Spielern der Regionalliga Nordost.
Die Rostock Piranhas standen im Januar 2007 de facto bereits als Oberliga-Aufsteiger fest und erteilten gegen eine Ablösesumme die vorzeitige Freigabe für Hrubý, der wieder zu den Dresdner Eislöwen wechselte, um den verletzten David Musial zu ersetzen.
Nach seinem Weggang bei den Dresdner Eislöwen spielte er zunächst in Polen beim Ekstraliga-Club STH Zagłębie Sosnowiec. Vor der Saison 2009/10 ging Hrubý zu den Saale Bulls Halle zurück, für die er bis Saisonende spielte.

## Karrierestatistik
(Legende zur Spielerstatistik: Sp oder GP = absolvierte Spiele; T oder G = erzielte Tore; V oder A = erzielte Assists; Pkt oder Pts = erzielte Scorerpunkte; SM oder PIM = erhaltene Strafminuten; +/− = Plus/Minus-Bilanz; PP = erzielte Überzahltore; SH = erzielte Unterzahltore; GW = erzielte Siegtore; 1 Play-downs/Relegation; Kursiv: Statistik nicht vollständig)

## Erfolge und Auszeichnungen
- 2001 Oberligameister und Aufstieg in die 2. Bundesliga mit den Eisbären Regensburg
- 2005 Oberligameister und Aufstieg in die 2. Bundesliga mit den Dresdner Eislöwen